# 韓炳哲

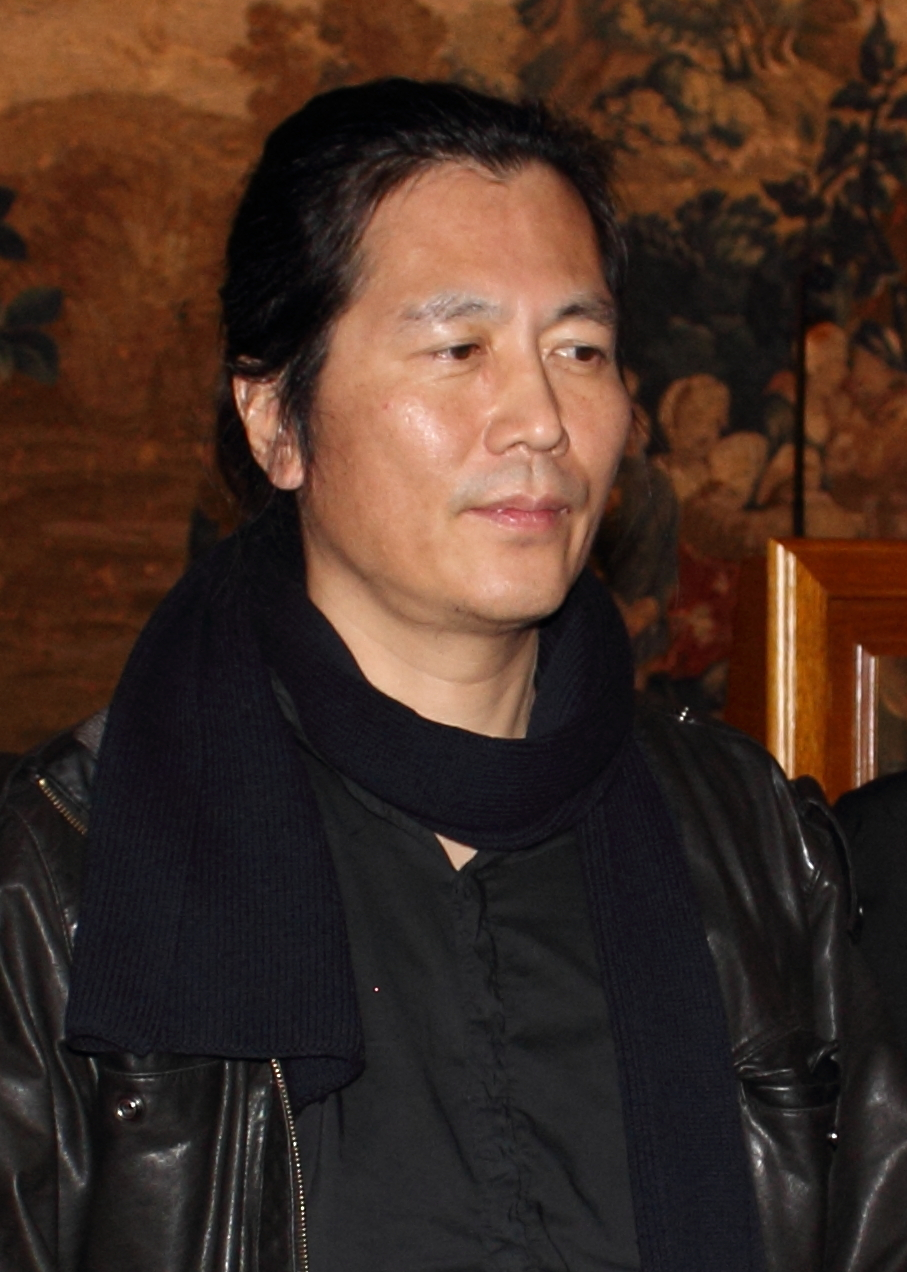
韓炳哲, 2015

韓 炳哲（ハン・ビョンチョル/ビョンチョル・ハン、1959年 - ）は、ドイツで活躍する韓国人哲学者。ソウル出身。

## 人物
高麗大学校で冶金学を学んだ後、1980年代に西ドイツに渡り、フライブルク大学とミュンヘン大学で西洋哲学、ドイツ文学、カトリック神学を学んだ。1994年、フライブルク大学からマルティン・ハイデッガーに関する論文で博士号を取得した。
2000年にジャック・デリダに関する論文でバーゼル大学の哲学セミナー講師を務めた後、2010年にカールスルーエ公立造形大学 (HfG)に移籍し、2012年から2017年まで、ベルリン芸術大学で教鞭を執った。
2025年アストゥリアス王女賞コミュニケーションおよびヒューマニズム部門受賞。

## 日本語訳著作
- 「透明社会」 守博紀訳、花伝社 2021.10
- 「疲労社会」 横山陸訳、花伝社 2021.10
- 「情報支配社会 デジタル化の罠と民主主義の危機」 守博紀訳、花伝社 2022.11

## 参照
- 韓炳哲の著作および韓炳哲を主題とする文献 - ドイツ国立図書館の蔵書目録（ドイツ語）より。
- Prof. Dr. Byung-Chul Han
- Persönliche Website Byung-Chul Han